# Séamus Freeman
Pour les articles homonymes, voir Freeman.
Séamus Freeman, né le 23 février 1944 à Mullinahone en Irlande et mort le 20 août 2022, est un prélat pallottin irlandais, évêque d'Ossory, de septembre 2007 à juillet 2016.

## Carrière
Séamus Freeman est l'aîné d'une famille de huit enfants qui s'installe à Callan dans le comté de Kilkenny où il poursuit ses études. Il entre ensuite chez les pallottins dans leur noviciat de Thurles. Il est ordonné prêtre le 12 juin 1971, puis étudie la psychologie à l'université catholique d'Amérique à Washington.
Il est ensuite appelé à Rome par ses supérieurs. Séamus Freeman devient en 1981 recteur et directeur des études de la maison de Thurles, où il demeure jusqu'en 1989, date à laquelle il est nommé vicaire général de la Société d'apostolat catholique. Après la mort du recteur général Martin Juritsch, le Père Freeman est élu recteur général (c'est-à-dire supérieur général) de sa congrégation en 1992, pour six ans. Son mandat est renouvelé jusqu'en 2004. Le P. Friedrich Kretz lui succède.
Il devient curé de la paroisse pallottine anglophone de Rome en 2004. Le P. Freeman est élu en décembre 2005 président du conseil général de coordination de l'union de l'apostolat catholique.
Il est nommé par Benoît XVI évêque du diocèse d'Ossory en 2007
et consacré le 2 décembre 2007.
Le pape François accepte sa démission présentée conformément au canon 401.2 du code de droit canonique le 29 juillet 2016. 